# ATP World Tour 2006
ATP World Tour 2006 – sezon profesjonalnych męskich turniejów tenisowych organizowanych przez Association of Tennis Professionals w 2006 roku. ATP World Tour 2006 obejmuje turnieje wielkoszlemowe (organizowane przez International Tennis Federation), turnieje rangi ATP Masters Series, ATP International Series Gold, ATP International Series, zawody Pucharu Davisa (organizowane przez ITF) oraz Tennis Masters Cup).

## Klasyfikacja turniejów
| Wielki Szlem                  |
| Tennis Masters Cup            |
| ATP Masters Series            |
| ATP International Series Gold |
| ATP International Series      |

## Styczeń
| Data        | Turniej                                                                               | Zwycięzca                         | Wynik              | Finaliści                        | Półfinaliści                            | Ćwierćfinaliści                                                     |
| ----------- | ------------------------------------------------------------------------------------- | --------------------------------- | ------------------ | -------------------------------- | --------------------------------------- | ------------------------------------------------------------------- |
| 2 stycznia  | Next Generation Adelaide International Adelaide ATP International Series              | Florent Serra                     | 6:3, 6:4           | Xavier Malisse                   | Tomáš Berdych Dominik Hrbatý            | Philipp Kohlschreiber Andreas Seppi Jarkko Nieminen Kenneth Carlsen |
| 2 stycznia  | Next Generation Adelaide International Adelaide ATP International Series              | Jonatan Erlich Andy Ram           | 7:6(4), 7:6(10)    | Paul Hanley Kevin Ullyett        | Tomáš Berdych Dominik Hrbatý            | Philipp Kohlschreiber Andreas Seppi Jarkko Nieminen Kenneth Carlsen |
| 2 stycznia  | Chennai Open Ćennaj ATP International Series                                          | Ivan Ljubičić                     | 7:6(6), 6:2        | Carlos Moyá                      | Radek Štěpánek Kristof Vliegen          | Gilles Müller Paradorn Srichaphan Björn Phau Thierry Ascione        |
| 2 stycznia  | Chennai Open Ćennaj ATP International Series                                          | Michal Mertiňák Petr Pála         | 6:2, 7:5           | Prakash Amritraj Rohan Bopanna   | Radek Štěpánek Kristof Vliegen          | Gilles Müller Paradorn Srichaphan Björn Phau Thierry Ascione        |
| 2 stycznia  | Qatar ExxonMobil Open Doha ATP International Series                                   | Roger Federer                     | 6:3, 7:6(5)        | Gaël Monfils                     | Tommy Haas Filippo Volandri             | Markos Pagdatis Michaił Jużny Dmitrij Tursunow Nikołaj Dawydienko   |
| 2 stycznia  | Qatar ExxonMobil Open Doha ATP International Series                                   | Jonas Björkman Maks Mirny         | 2:6, 6:3, 10–8     | Christophe Rochus Olivier Rochus | Tommy Haas Filippo Volandri             | Markos Pagdatis Michaił Jużny Dmitrij Tursunow Nikołaj Dawydienko   |
| 9 stycznia  | Medibank International Sydney ATP International Series                                | James Blake                       | 6:2, 3:6, 7:6(3)   | Igor Andriejew                   | Andreas Seppi Nikołaj Dawydienko        | Lleyton Hewitt Dmitrij Tursunow Arnaud Clément Paradorn Srichaphan  |
| 9 stycznia  | Medibank International Sydney ATP International Series                                | Fabrice Santoro Nenad Zimonjić    | 6:1, 6:4           | František Čermák Leoš Friedl     | Andreas Seppi Nikołaj Dawydienko        | Lleyton Hewitt Dmitrij Tursunow Arnaud Clément Paradorn Srichaphan  |
| 9 stycznia  | Heineken Open Auckland ATP International Series                                       | Jarkko Nieminen                   | 6:2, 6:2           | Mario Ančić                      | Stanislas Wawrinka Olivier Rochus       | Fernando González Florian Mayer Nicolás Massú David Ferrer          |
| 9 stycznia  | Heineken Open Auckland ATP International Series                                       | Andrei Pavel Rogier Wassen        | 6:3, 5:7, 10–4     | Simon Aspelin Todd Perry         | Stanislas Wawrinka Olivier Rochus       | Fernando González Florian Mayer Nicolás Massú David Ferrer          |
| 16 stycznia | Australian Open Melbourne Wielki Szlem                                                | Roger Federer                     | 5:7, 7:5, 6:0, 6:2 | Markos Pagdatis                  | Nicolas Kiefer David Nalbandian         | Nikołaj Dawydienko Sébastien Grosjean Fabrice Santoro Ivan Ljubičić |
| 16 stycznia | Australian Open Melbourne Wielki Szlem                                                | Bob Bryan Mike Bryan              | 4:6, 6:3, 6:4      | Martin Damm Leander Paes         | Nicolas Kiefer David Nalbandian         | Nikołaj Dawydienko Sébastien Grosjean Fabrice Santoro Ivan Ljubičić |
| 30 stycznia | Delray Beach International Tennis Championships Delray Beach ATP International Series | Tommy Haas                        | 6:3, 3:6, 7:6(5)   | Xavier Malisse                   | Guillermo García-López Vince Spadea     | Andre Agassi Florian Mayer Gilles Müller Lee Hyung-taik             |
| 30 stycznia | Delray Beach International Tennis Championships Delray Beach ATP International Series | Mark Knowles Daniel Nestor        | 6:2, 6:3           | Chris Haggard Wesley Moodie      | Guillermo García-López Vince Spadea     | Andre Agassi Florian Mayer Gilles Müller Lee Hyung-taik             |
| 30 stycznia | PBZ Zagreb Indoors Zagrzeb ATP International Series                                   | Ivan Ljubičić                     | 6:3, 6:4           | Stefan Koubek                    | Novak Đoković Tim Henman                | Michaił Jużny Ilija Bozoljac Andreas Seppi Ivo Karlović             |
| 30 stycznia | PBZ Zagreb Indoors Zagrzeb ATP International Series                                   | Jaroslav Levinský Michal Mertiňák | 7:6(7), 6:1        | Davide Sanguinetti Andreas Seppi | Novak Đoković Tim Henman                | Michaił Jużny Ilija Bozoljac Andreas Seppi Ivo Karlović             |
| 31 stycznia | Movistar Open Viña del Mar ATP International Series                                   | José Acasuso                      | 6:4, 6:3           | Nicolás Massú                    | Rubén Ramírez Hidalgo Fernando González | Albert Montañés Leoš Friedl Carlos Cuadrado Boris Pašanski          |
| 31 stycznia | Movistar Open Viña del Mar ATP International Series                                   | José Acasuso Sebastián Prieto     | 7:6(2), 6:4        | František Čermák Leoš Friedl     | Rubén Ramírez Hidalgo Fernando González | Albert Montañés Leoš Friedl Carlos Cuadrado Boris Pašanski          |

## Luty
| Data      | Turniej                                                                                              | Zwycięzca                    | Wynik             | Finaliści                            | Półfinaliści                        | Ćwierćfinaliści                                                    |
| --------- | --- | ---------------------------- | ----------------- | ------------------------------------ | ----------------------------------- | ------------------------------------------------------------------ |
| 13 lutego | SAP Open San Jose ATP International Series                                                           | Andy Murray                  | 2:6, 6:1, 7:6(3)  | Lleyton Hewitt                       | Andy Roddick Vince Spadea           | Björn Phau Robin Söderling Wayne Arthurs Kristof Vliegen           |
| 13 lutego | SAP Open San Jose ATP International Series                                                           | Jonas Björkman John McEnroe  | 7:6(2), 4:6, 10–7 | Paul Goldstein Jim Thomas            | Andy Roddick Vince Spadea           | Björn Phau Robin Söderling Wayne Arthurs Kristof Vliegen           |
| 13 lutego | Copa TELMEX Buenos Aires ATP International Series                                                    | Carlos Moyá                  | 7:6(6), 6:4       | Filippo Volandri                     | Agustín Calleri Juan Carlos Ferrero | Boris Pašanski José Acasuso Potito Starace Rubén Ramírez Hidalgo   |
| 13 lutego | Copa TELMEX Buenos Aires ATP International Series                                                    | František Čermák Leoš Friedl | 6:1, 6:2          | Wasilis Mazarakis Boris Pašanski     | Agustín Calleri Juan Carlos Ferrero | Boris Pašanski José Acasuso Potito Starace Rubén Ramírez Hidalgo   |
| 13 lutego | Open 13 Marsylia ATP International Series                                                            | Arnaud Clément               | 6:4, 6:2          | Mario Ančić                          | Rafael Nadal Sébastien Grosjean     | Paul-Henri Mathieu Fabrice Santoro Jewgienij Korolow Ivan Ljubičić |
| 13 lutego | Open 13 Marsylia ATP International Series                                                            | Martin Damm Radek Štěpánek   | 6:2, 6:7(4), 10–3 | Mark Knowles Daniel Nestor           | Rafael Nadal Sébastien Grosjean     | Paul-Henri Mathieu Fabrice Santoro Jewgienij Korolow Ivan Ljubičić |
| 20 lutego | Brasil Open Costa do Sauípe ATP International Series                                                 | Nicolás Massú                | 6:3, 6:4          | Alberto Martín                       | Olivier Patience Juan Mónaco        | Boris Pašanski Jiří Vaněk Juan Ignacio Chela Nicolás Almagro       |
| 20 lutego | Brasil Open Costa do Sauípe ATP International Series                                                 | Lukáš Dlouhý Pavel Vízner    | 6:1, 4:6, 10–3    | Mariusz Fyrstenberg Marcin Matkowski | Olivier Patience Juan Mónaco        | Boris Pašanski Jiří Vaněk Juan Ignacio Chela Nicolás Almagro       |
| 20 lutego | Regions Morgan Keegan Championships and the Cellular South Cup Memphis ATP International Series Gold | Tommy Haas                   | 6:3, 6:2          | Robin Söderling                      | Julien Benneteau Kristof Vliegen    | Andy Roddick Dmitrij Tursunow Paul Capdeville Andy Murray          |
| 20 lutego | Regions Morgan Keegan Championships and the Cellular South Cup Memphis ATP International Series Gold | Chris Haggard Ivo Karlović   | 0:6, 7:5, 10–5    | James Blake Mardy Fish               | Julien Benneteau Kristof Vliegen    | Andy Roddick Dmitrij Tursunow Paul Capdeville Andy Murray          |
| 20 lutego | ABN AMRO World Tennis Tournament Rotterdam ATP International Series Gold                             | Radek Štěpánek               | 6:0, 6:3          | Christophe Rochus                    | Jarkko Nieminen Nikołaj Dawydienko  | Arvind Parmar Olivier Rochus Novak Đoković Daniele Bracciali       |
| 20 lutego | ABN AMRO World Tennis Tournament Rotterdam ATP International Series Gold                             | Paul Hanley Kevin Ullyett    | 7:6(4), 7:6(2)    | Jonatan Erlich Andy Ram              | Jarkko Nieminen Nikołaj Dawydienko  | Arvind Parmar Olivier Rochus Novak Đoković Daniele Bracciali       |
| 27 lutego | Dubai Tennis Championships Dubaj ATP International Series Gold                                       | Rafael Nadal                 | 2:6, 6:4, 6:4     | Roger Federer                        | Michaił Jużny Rainer Schüttler      | Robin Vik Olivier Rochus Björn Phau Tim Henman                     |
| 27 lutego | Dubai Tennis Championships Dubaj ATP International Series Gold                                       | Paul Hanley Kevin Ullyett    | 1:6, 6:2, 10–1    | Mark Knowles Daniel Nestor           | Michaił Jużny Rainer Schüttler      | Robin Vik Olivier Rochus Björn Phau Tim Henman                     |
| 27 lutego | Abierto Mexicano TELCEL Acapulco ATP International Series Gold                                       | Luis Horna                   | 7:6(5), 6:4       | Juan Ignacio Chela                   | Nicolás Almagro Gastón Gaudio       | Alessio Di Mauro Albert Montañés Agustín Calleri Marcos Daniel     |
| 27 lutego | Abierto Mexicano TELCEL Acapulco ATP International Series Gold                                       | František Čermák Leoš Friedl | 7:5, 6:2          | Potito Starace Filippo Volandri      | Nicolás Almagro Gastón Gaudio       | Alessio Di Mauro Albert Montañés Agustín Calleri Marcos Daniel     |
| 27 lutego | Tennis Channel Open Las Vegas ATP International Series                                               | James Blake                  | 7:5, 2:6, 6:3     | Lleyton Hewitt                       | Paul Goldstein Ivo Karlović         | Philipp Kohlschreiber Xavier Malisse Tommy Robredo Kenneth Carlsen |
| 27 lutego | Tennis Channel Open Las Vegas ATP International Series                                               | Bob Bryan Mike Bryan         | 6:3, 6:2          | Jaroslav Levinský Robert Lindstedt   | Paul Goldstein Ivo Karlović         | Philipp Kohlschreiber Xavier Malisse Tommy Robredo Kenneth Carlsen |

## Marzec
| Data     | Turniej                                           | Zwycięzca                  | Wynik                 | Finaliści            | Półfinaliści                     | Ćwierćfinaliści                                              |
| -------- | ------------------------------------------------- | -------------------------- | --------------------- | -------------------- | -------------------------------- | ------------------------------------------------------------ |
| 6 marca  | Pacific Life Open Indian Wells ATP Masters Series | Roger Federer              | 7:5, 6:3, 6:0         | James Blake          | Paradorn Srichaphan Rafael Nadal | Ivan Ljubičić Jarkko Nieminen Igor Andriejew Markos Pagdatis |
| 6 marca  | Pacific Life Open Indian Wells ATP Masters Series | Mark Knowles Daniel Nestor | 6:4, 6:4              | Bob Bryan Mike Bryan | Paradorn Srichaphan Rafael Nadal | Ivan Ljubičić Jarkko Nieminen Igor Andriejew Markos Pagdatis |
| 20 marca | NASDAQ-100 Open Miami ATP Masters Series          | Roger Federer              | 7:6(5), 7:6(4) 7:6(6) | Ivan Ljubičić        | David Ferrer David Nalbandian    | James Blake Andy Roddick Mario Ančić Agustín Calleri         |
| 20 marca | NASDAQ-100 Open Miami ATP Masters Series          | Jonas Björkman Maks Mirny  | 6:4, 6:4              | Bob Bryan Mike Bryan | David Ferrer David Nalbandian    | James Blake Andy Roddick Mario Ančić Agustín Calleri         |

## Kwiecień
| Data        | Turniej                                                              | Zwycięzca                        | Wynik                    | Finaliści                            | Półfinaliści                       | Ćwierćfinaliści                                                     |
| ----------- | -------------------------------------------------------------------- | -------------------------------- | ------------------------ | ------------------------------------ | ---------------------------------- | ------------------------------------------------------------------- |
| 10 kwietnia | Open de Tenis Comunidad Valenciana Walencja ATP International Series | Nicolás Almagro                  | 6:2, 6:3                 | Gilles Simon                         | Fernando Verdasco Marat Safin      | Guillermo García-López Andreas Seppi Filippo Volandri Gastón Gaudio |
| 10 kwietnia | Open de Tenis Comunidad Valenciana Walencja ATP International Series | David Škoch Tomáš Zíb            | 6:4, 6:3                 | Lukáš Dlouhý Pavel Vízner            | Fernando Verdasco Marat Safin      | Guillermo García-López Andreas Seppi Filippo Volandri Gastón Gaudio |
| 10 kwietnia | US Men’s Clay Court Championships Houston ATP International Series   | Mardy Fish                       | 3:6, 6:4, 6:3            | Jürgen Melzer                        | Tommy Haas Paul Goldstein          | Andy Roddick Vince Spadea Albert Montañés Fernando Vicente          |
| 10 kwietnia | US Men’s Clay Court Championships Houston ATP International Series   | Michael Kohlmann Alexander Waske | 5:7, 6:4, 10–5           | Julian Knowle Jürgen Melzer          | Tommy Haas Paul Goldstein          | Andy Roddick Vince Spadea Albert Montañés Fernando Vicente          |
| 17 kwietnia | Masters Series Monte Carlo Monte Carlo ATP Masters Series            | Rafael Nadal                     | 6:2, 6:7(2), 6:3, 7:6(5) | Roger Federer                        | Fernando González Gastón Gaudio    | David Ferrer Ivan Ljubičić Tommy Robredo Guillermo Coria            |
| 17 kwietnia | Masters Series Monte Carlo Monte Carlo ATP Masters Series            | Jonas Björkman Maks Mirny        | 6:2, 7:6(2)              | Fabrice Santoro Nenad Zimonjić       | Fernando González Gastón Gaudio    | David Ferrer Ivan Ljubičić Tommy Robredo Guillermo Coria            |
| 24 kwietnia | Torneo Godó Barcelona ATP International Series Gold                  | Rafael Nadal                     | 6:4, 6:4, 6:0            | Tommy Robredo                        | Nicolás Almagro Stanislas Wawrinka | Jarkko Nieminen Juan Carlos Ferrero Radek Štěpánek Ivo Karlović     |
| 24 kwietnia | Torneo Godó Barcelona ATP International Series Gold                  | Mark Knowles Daniel Nestor       | 6:2, 6:7(4), 10–5        | Mariusz Fyrstenberg Marcin Matkowski | Nicolás Almagro Stanislas Wawrinka | Jarkko Nieminen Juan Carlos Ferrero Radek Štěpánek Ivo Karlović     |
| 24 kwietnia | Grand Prix Hassan II Casablanca ATP International Series             | Daniele Bracciali                | 6:1, 6:4                 | Nicolás Massú                        | Björn Phau Gilles Simon            | Nicolas Mahut Jiří Vaněk Olivier Rochus Luis Horna                  |
| 24 kwietnia | Grand Prix Hassan II Casablanca ATP International Series             | Julian Knowle Jürgen Melzer      | 6:3, 6:4                 | Michael Kohlmann Alexander Waske     | Björn Phau Gilles Simon            | Nicolas Mahut Jiří Vaněk Olivier Rochus Luis Horna                  |

## Maj
| Data    | Turniej                                                             | Zwycięzca                    | Wynik                            | Finaliści                    | Półfinaliści                   | Ćwierćfinaliści                                                     |
| ------- | ------------------------------------------------------------------- | ---------------------------- | -------------------------------- | ---------------------------- | ------------------------------ | ------------------------------------------------------------------- |
| 1 maja  | Estoril Open Estoril ATP International Series                       | David Nalbandian             | 6:3, 6:4                         | Nikołaj Dawydienko           | Albert Portas Carlos Moyá      | Frederico Gil Justin Gimelstob Guillermo García-López Gilles Müller |
| 1 maja  | Estoril Open Estoril ATP International Series                       | Lukáš Dlouhý Pavel Vízner    | 6:3, 6:1                         | Lucas Arnold Ker Leoš Friedl | Albert Portas Carlos Moyá      | Frederico Gil Justin Gimelstob Guillermo García-López Gilles Müller |
| 1 maja  | BMW Open Monachium ATP International Series                         | Olivier Rochus               | 6:4, 6:2                         | Kristof Vliegen              | Jürgen Melzer Jarkko Nieminen  | Denis Gremelmayr Ivo Karlović Robin Vik Philipp Kohlschreiber       |
| 1 maja  | BMW Open Monachium ATP International Series                         | Andrei Pavel Alexander Waske | 6:4, 6:2                         | Alexander Peya Björn Phau    | Jürgen Melzer Jarkko Nieminen  | Denis Gremelmayr Ivo Karlović Robin Vik Philipp Kohlschreiber       |
| 8 maja  | Internazionali BNL d’Italia Rzym ATP Masters Series                 | Rafael Nadal                 | 6:7(0), 7:6(5), 6:4, 2:6, 7:6(5) | Roger Federer                | David Nalbandian Gaël Monfils  | Nicolás Almagro Mario Ančić Andy Roddick Fernando González          |
| 8 maja  | Internazionali BNL d’Italia Rzym ATP Masters Series                 | Mark Knowles Daniel Nestor   | 6:4, 5:7, 13–11                  | Jonatan Erlich Andy Ram      | David Nalbandian Gaël Monfils  | Nicolás Almagro Mario Ančić Andy Roddick Fernando González          |
| 15 maja | Masters Series Hamburg Hamburg ATP Masters Series                   | Tommy Robredo                | 6:1, 6:3, 6:3                    | Radek Štěpánek               | Mario Ančić José Acasuso       | David Ferrer Nikołaj Dawydienko Fernando Verdasco Maks Mirny        |
| 15 maja | Masters Series Hamburg Hamburg ATP Masters Series                   | Paul Hanley Kevin Ullyett    | 6:2, 7:6(8)                      | Mark Knowles Daniel Nestor   | Mario Ančić José Acasuso       | David Ferrer Nikołaj Dawydienko Fernando Verdasco Maks Mirny        |
| 22 maja | Hypo Group Tennis International Pörtschach ATP International Series | Nikołaj Dawydienko           | 6:0, 6:3                         | Andrei Pavel                 | Jiří Novák Luis Horna          | Potito Starace Jürgen Melzer Juan Mónaco Oliver Marach              |
| 22 maja | Hypo Group Tennis International Pörtschach ATP International Series | Paul Hanley Jim Thomas       | 6:3, 4:6, 10–5                   | Oliver Marach Cyril Suk      | Jiří Novák Luis Horna          | Potito Starace Jürgen Melzer Juan Mónaco Oliver Marach              |
| 28 maja | Roland Garros Paryż Wielki Szlem                                    | Rafael Nadal                 | 1:6, 6:1, 6:4, 7:6(4)            | Roger Federer                | David Nalbandian Ivan Ljubičić | Mario Ančić Nikołaj Dawydienko Julien Benneteau Novak Đoković       |
| 28 maja | Roland Garros Paryż Wielki Szlem                                    | Jonas Björkman Maks Mirny    | 6:7(5), 6:4, 7:5                 | Bob Bryan Mike Bryan         | David Nalbandian Ivan Ljubičić | Mario Ančić Nikołaj Dawydienko Julien Benneteau Novak Đoković       |

## Czerwiec
| Data       | Turniej                                                  | Zwycięzca                      | Wynik                    | Finaliści                         | Półfinaliści                   | Ćwierćfinaliści                                                          |
| ---------- | -------------------------------------------------------- | ------------------------------ | ------------------------ | --------------------------------- | ------------------------------ | ------------------------------------------------------------------------ |
| 12 czerwca | Gerry Weber Open Halle ATP International Series          | Roger Federer                  | 6:0, 6:7(4), 6:2         | Tomáš Berdych                     | Tommy Haas Kristof Vliegen     | Olivier Rochus Robin Söderling Florian Mayer Fabrice Santoro             |
| 12 czerwca | Gerry Weber Open Halle ATP International Series          | Fabrice Santoro Nenad Zimonjić | 6:0, 6:4                 | Rainer Schüttler Michael Kohlmann | Tommy Haas Kristof Vliegen     | Olivier Rochus Robin Söderling Florian Mayer Fabrice Santoro             |
| 12 czerwca | The Artois Championships Londyn ATP International Series | Lleyton Hewitt                 | 6:4, 6:4                 | James Blake                       | Tim Henman Andy Roddick        | Rafael Nadal Dmitrij Tursunow Fernando González Gaël Monfils             |
| 12 czerwca | The Artois Championships Londyn ATP International Series | Paul Hanley Kevin Ullyett      | 6:4, 3:6, 10–8           | Jonas Björkman Maks Mirny         | Tim Henman Andy Roddick        | Rafael Nadal Dmitrij Tursunow Fernando González Gaël Monfils             |
| 19 czerwca | Ordina Open ’s-Hertogenbosch ATP International Series    | Mario Ančić                    | 6:0, 5:7, 7:5            | Jan Hernych                       | Markos Pagdatis Florent Serra  | Philipp Kohlschreiber Fabrice Santoro Lee Hyung-taik Juan Carlos Ferrero |
| 19 czerwca | Ordina Open ’s-Hertogenbosch ATP International Series    | Martin Damm Leander Paes       | 6:1, 7:6(3)              | Arnaud Clément Chris Haggard      | Markos Pagdatis Florent Serra  | Philipp Kohlschreiber Fabrice Santoro Lee Hyung-taik Juan Carlos Ferrero |
| 19 czerwca | The Nottingham Open Nottingham ATP International Series  | Richard Gasquet                | 6:4, 6:3                 | Jonas Björkman                    | Robin Söderling Andreas Seppi  | Gilles Simon Janko Tipsarević Feliciano López Andy Murray                |
| 19 czerwca | The Nottingham Open Nottingham ATP International Series  | Jonatan Erlich Andy Ram        | 6:3, 6:2                 | Igor Kunicyn Dmitrij Tursunow     | Robin Söderling Andreas Seppi  | Gilles Simon Janko Tipsarević Feliciano López Andy Murray                |
| 20 czerwca | Wimbledon Londyn Wielki Szlem                            | Roger Federer                  | 6:0, 7:6(5), 6:7(2), 6:3 | Rafael Nadal                      | Jonas Björkman Markos Pagdatis | Mario Ančić Radek Štěpánek Lleyton Hewitt Jarkko Nieminen                |
| 20 czerwca | Wimbledon Londyn Wielki Szlem                            | Bob Bryan Mike Bryan           | 6:3, 4:6, 6:4, 6:2       | Fabrice Santoro Nenad Zimonjić    | Jonas Björkman Markos Pagdatis | Mario Ančić Radek Štěpánek Lleyton Hewitt Jarkko Nieminen                |

## Lipiec
| Data     | Turniej                                                                       | Zwycięzca                           | Wynik                      | Finaliści                              | Półfinaliści                          | Ćwierćfinaliści                                                     |
| -------- | ----------------------------------------------------------------------------- | ----------------------------------- | -------------------------- | -------------------------------------- | ------------------------------------- | ------------------------------------------------------------------- |
| 10 lipca | Campbell’s Hall of Fame Tennis Championships Newport ATP International Series | Mark Philippoussis                  | 6:3, 7:5                   | Justin Gimelstob                       | Andy Murray Jürgen Melzer             | Robert Kendrick Kristian Pless Mardy Fish Alex Bogdanovic           |
| 10 lipca | Campbell’s Hall of Fame Tennis Championships Newport ATP International Series | Robert Kendrick Jürgen Melzer       | 7:6(3), 6:0                | Jeff Coetzee Justin Gimelstob          | Andy Murray Jürgen Melzer             | Robert Kendrick Kristian Pless Mardy Fish Alex Bogdanovic           |
| 10 lipca | Synsam Swedish Open Båstad ATP International Series                           | Tommy Robredo                       | 6:2, 6:1                   | Nikołaj Dawydienko                     | Agustín Calleri Jarkko Nieminen       | Nicolás Massú Robin Söderling Juan Carlos Ferrero Jewgienij Korolow |
| 10 lipca | Synsam Swedish Open Båstad ATP International Series                           | Jonas Björkman Thomas Johansson     | 6:3, 4:6, 10–4             | Christopher Kas Oliver Marach          | Agustín Calleri Jarkko Nieminen       | Nicolás Massú Robin Söderling Juan Carlos Ferrero Jewgienij Korolow |
| 10 lipca | Allianz Suisse Open Gstaad Gstaad ATP International Series                    | Richard Gasquet                     | 7:6(4), 6:7(3), 6:3, 6:3   | Feliciano López                        | Marin Čilić Philipp Kohlschreiber     | Ivan Ljubičić Andrei Pavel Fernando Verdasco Gastón Gaudio          |
| 10 lipca | Allianz Suisse Open Gstaad Gstaad ATP International Series                    | Andrei Pavel Jiří Novák             | 6:3, 6:1                   | Marco Chiudinelli Jean-Claude Scherrer | Marin Čilić Philipp Kohlschreiber     | Ivan Ljubičić Andrei Pavel Fernando Verdasco Gastón Gaudio          |
| 17 lipca | Dutch Open Tennis Amersfoort ATP International Series                         | Novak Đoković                       | 7:6(5), 6:4                | Nicolás Massú                          | Guillermo Coria Rubén Ramírez Hidalgo | Agustín Calleri Marc Gicquel Carlos Moyá Alberto Martín             |
| 17 lipca | Dutch Open Tennis Amersfoort ATP International Series                         | Alberto Martín Fernando Vicente     | 6:4, 6:3                   | Lucas Arnold Ker Christopher Kas       | Guillermo Coria Rubén Ramírez Hidalgo | Agustín Calleri Marc Gicquel Carlos Moyá Alberto Martín             |
| 17 lipca | RCA Championships Indianapolis ATP International Series                       | James Blake                         | 4:6, 6:4, 7:6(5)           | Andy Roddick                           | Xavier Malisse Robby Ginepri          | Nicolas Mahut Fernando González Paradorn Srichaphan Gilles Müller   |
| 17 lipca | RCA Championships Indianapolis ATP International Series                       | Andy Roddick Bobby Reynolds         | 6:4, 6:4                   | Paul Goldstein Jim Thomas              | Xavier Malisse Robby Ginepri          | Nicolas Mahut Fernando González Paradorn Srichaphan Gilles Müller   |
| 17 lipca | MercedesCup Stuttgart ATP International Series Gold                           | David Ferrer                        | 6:4, 3:6, 6:7(3), 7:5, 6:4 | José Acasuso                           | Juan Mónaco Tomáš Berdych             | Luis Horna Oliver Marach Florian Mayer Nicolás Lapentti             |
| 17 lipca | MercedesCup Stuttgart ATP International Series Gold                           | Gastón Gaudio Maks Mirny            | 7:5, 6:7(4), 12–10         | Yves Allegro Robert Lindstedt          | Juan Mónaco Tomáš Berdych             | Luis Horna Oliver Marach Florian Mayer Nicolás Lapentti             |
| 24 lipca | Countrywide Classic Los Angeles ATP International Series                      | Tommy Haas                          | 4:6, 7:5, 6:3              | Dmitrij Tursunow                       | Fernando González Dominik Hrbatý      | Andy Roddick Andre Agassi Robby Ginepri Paul Goldstein              |
| 24 lipca | Countrywide Classic Los Angeles ATP International Series                      | Bob Bryan Mike Bryan                | 6:2, 6:4                   | Eric Butorac Jamie Murray              | Fernando González Dominik Hrbatý      | Andy Roddick Andre Agassi Robby Ginepri Paul Goldstein              |
| 24 lipca | Studena Croatia Open Umag Umag ATP International Series                       | Stanislas Wawrinka                  | 6:6 krecz                  | Novak Đoković                          | Carlos Moyá Filippo Volandri          | Juan Pablo Guzmán Jiří Vaněk Juan Martín del Potro Albert Portas    |
| 24 lipca | Studena Croatia Open Umag Umag ATP International Series                       | Jaroslav Levinský David Škoch       | 6:4, 6:4                   | Guillermo García-López Albert Portas   | Carlos Moyá Filippo Volandri          | Juan Pablo Guzmán Jiří Vaněk Juan Martín del Potro Albert Portas    |
| 24 lipca | Interwetten Austrian Open Kitzbühel Kitzbühel ATP International Series Gold   | Agustín Calleri                     | 7:6(9), 6:2, 6:3           | Juan Ignacio Chela                     | Fernando Verdasco Michaił Jużny       | Nicolás Lapentti Gastón Gaudio Philipp Kohlschreiber Jürgen Melzer  |
| 24 lipca | Interwetten Austrian Open Kitzbühel Kitzbühel ATP International Series Gold   | Philipp Kohlschreiber Stefan Koubek | 6:2, 6:3                   | Oliver Marach Cyril Suk                | Fernando Verdasco Michaił Jużny       | Nicolás Lapentti Gastón Gaudio Philipp Kohlschreiber Jürgen Melzer  |
| 31 lipca | Orange Prokom Open Sopot ATP International Series                             | Nikołaj Dawydienko                  | 7:6(6), 5:7, 6:4           | Florian Mayer                          | Filippo Volandri Agustín Calleri      | Carlos Berlocq Oliver Marach Michał Przysiężny Juan Ignacio Chela   |
| 31 lipca | Orange Prokom Open Sopot ATP International Series                             | František Čermák Leoš Friedl        | 6:3, 7:5                   | Martín García Sebastián Prieto         | Filippo Volandri Agustín Calleri      | Carlos Berlocq Oliver Marach Michał Przysiężny Juan Ignacio Chela   |
| 31 lipca | Legg Mason Tennis Classic Waszyngton ATP International Series                 | Arnaud Clément                      | 7:6(3), 6:2                | Andy Murray                            | Marat Safin Dmitrij Tursunow          | Wesley Moodie Lleyton Hewitt Mardy Fish Tim Henman                  |
| 31 lipca | Legg Mason Tennis Classic Waszyngton ATP International Series                 | Bob Bryan Mike Bryan                | 6:3, 5:7, 10–3             | Paul Hanley Kevin Ullyett              | Marat Safin Dmitrij Tursunow          | Wesley Moodie Lleyton Hewitt Mardy Fish Tim Henman                  |

## Sierpień
| Data        | Turniej                                                                  | Zwycięzca                | Wynik              | Finaliści                            | Półfinaliści                     | Ćwierćfinaliści                                               |
| ----------- | ------------------------------------------------------------------------ | ------------------------ | ------------------ | ------------------------------------ | -------------------------------- | ------------------------------------------------------------- |
| 7 sierpnia  | Rogers Cup Montreal ATP Masters Series                                   | Roger Federer            | 2:6, 6:3, 6:2      | Richard Gasquet                      | Fernando González Andy Murray    | Xavier Malisse José Acasuso Jarkko Nieminen Tomáš Berdych     |
| 7 sierpnia  | Rogers Cup Montreal ATP Masters Series                                   | Bob Bryan Mike Bryan     | 6:3, 7:5           | Paul Hanley Kevin Ullyett            | Fernando González Andy Murray    | Xavier Malisse José Acasuso Jarkko Nieminen Tomáš Berdych     |
| 14 sierpnia | Western & Southern Financial Group Masters Cincinnati ATP Masters Series | Andy Roddick             | 6:3, 6:4           | Juan Carlos Ferrero                  | Fernando González Tommy Robredo  | Andy Murray David Ferrer Ivan Ljubičić Rafael Nadal           |
| 14 sierpnia | Western & Southern Financial Group Masters Cincinnati ATP Masters Series | Bob Bryan Mike Bryan     | 6:0, 6:3           | Simon Aspelin Todd Perry             | Fernando González Tommy Robredo  | Andy Murray David Ferrer Ivan Ljubičić Rafael Nadal           |
| 21 sierpnia | Pilot Pen Tennis New Haven ATP International Series                      | Nikołaj Dawydienko       | 6:4, 6:3           | Agustín Calleri                      | Xavier Malisse Robin Söderling   | Juan Ignacio Chela Nicolás Massú Jürgen Melzer Olivier Rochus |
| 21 sierpnia | Pilot Pen Tennis New Haven ATP International Series                      | Jonatan Erlich Andy Ram  | 6:3, 6:3           | Mariusz Fyrstenberg Marcin Matkowski | Xavier Malisse Robin Söderling   | Juan Ignacio Chela Nicolás Massú Jürgen Melzer Olivier Rochus |
| 28 sierpnia | US Open Nowy Jork Wielki Szlem                                           | Roger Federer            | 6:2, 4:6, 7:5, 6:1 | Andy Roddick                         | Nikołaj Dawydienko Michaił Jużny | James Blake Tommy Haas Lleyton Hewitt Rafael Nadal            |
| 28 sierpnia | US Open Nowy Jork Wielki Szlem                                           | Martin Damm Leander Paes | 6:7(5), 6:4, 6:3   | Jonas Björkman Maks Mirny            | Nikołaj Dawydienko Michaił Jużny | James Blake Tommy Haas Lleyton Hewitt Rafael Nadal            |

## Wrzesień
| Data        | Turniej                                                               | Zwycięzca                            | Wynik                | Finaliści                      | Półfinaliści                          | Ćwierćfinaliści                                                         |
| ----------- | --------------------------------------------------------------------- | ------------------------------------ | -------------------- | ------------------------------ | ------------------------------------- | ----------------------------------------------------------------------- |
| 11 września | China Open Pekin ATP International Series                             | Markos Pagdatis                      | 6:4, 6:0             | Mario Ančić                    | Lee Hyung-taik Paradorn Srichaphan    | Ivan Ljubičić Dominik Hrbatý Danai Udomchoke Nikołaj Dawydienko         |
| 11 września | China Open Pekin ATP International Series                             | Mario Ančić Mahesh Bhupathi          | 6:4, 6:3             | Kenneth Carlsen Michael Berrer | Lee Hyung-taik Paradorn Srichaphan    | Ivan Ljubičić Dominik Hrbatý Danai Udomchoke Nikołaj Dawydienko         |
| 11 września | BCR Open Romania Bukareszt ATP International Series                   | Jürgen Melzer                        | 6:1, 7:5             | Filippo Volandri               | Paul-Henri Mathieu Florent Serra      | Guillermo García-López Rubén Ramírez Hidalgo Carlos Moyá Florian Mayer  |
| 11 września | BCR Open Romania Bukareszt ATP International Series                   | Mariusz Fyrstenberg Marcin Matkowski | 6:7(5), 7:6(6), 10–8 | Martín García Luis Horna       | Paul-Henri Mathieu Florent Serra      | Guillermo García-López Rubén Ramírez Hidalgo Carlos Moyá Florian Mayer  |
| 25 września | Thailand Open Bangkok ATP International Series                        | James Blake                          | 6:3, 6:1             | Ivan Ljubičić                  | Paradorn Srichaphan Marat Safin       | Robby Ginepri Tim Henman Jarkko Nieminen Mischa Zverev                  |
| 25 września | Thailand Open Bangkok ATP International Series                        | Jonatan Erlich Andy Ram              | 6:2, 2:6, 10–4       | Andy Murray Jamie Murray       | Paradorn Srichaphan Marat Safin       | Robby Ginepri Tim Henman Jarkko Nieminen Mischa Zverev                  |
| 25 września | Kingfisher Airlines Tennis Open Mumbaj ATP International Series       | Dmitrij Tursunow                     | 6:3, 3:6, 7:6(5)     | Tomáš Berdych                  | Tommy Robredo Stefan Koubek           | Ramón Delgado James Auckland Björn Phau Mario Ančić                     |
| 25 września | Kingfisher Airlines Tennis Open Mumbaj ATP International Series       | Mario Ančić Mahesh Bhupathi          | 6:4, 6:7(6), 10–8    | Rohan Bopanna Mustafa Ghouse   | Tommy Robredo Stefan Koubek           | Ramón Delgado James Auckland Björn Phau Mario Ančić                     |
| 25 września | Campionati Internazionali di Sicilia Palermo ATP International Series | Filippo Volandri                     | 5:7, 6:1, 6:3        | Nicolás Lapentti               | Rubén Ramírez Hidalgo Nicolás Almagro | Fernando Verdasco Gilles Simon Martín Vassallo Argüello Albert Montañés |
| 25 września | Campionati Internazionali di Sicilia Palermo ATP International Series | Mariusz Fyrstenberg Marcin Matkowski | 7:6(1), 7:6(2)       | Martín García Luis Horna       | Rubén Ramírez Hidalgo Nicolás Almagro | Fernando Verdasco Gilles Simon Martín Vassallo Argüello Albert Montañés |

## Październik
| Data            | Turniej                                                                 | Zwycięzca                       | Wynik             | Finaliści                            | Półfinaliści                           | Ćwierćfinaliści                                                  |
| --------------- | ----------------------------------------------------------------------- | ------------------------------- | ----------------- | ------------------------------------ | -------------------------------------- | ---------------------------------------------------------------- |
| 2 października  | AIG Japan Open Tennis Championships Tokio ATP International Series Gold | Roger Federer                   | 6:3, 6:3          | Tim Henman                           | Benjamin Becker Lee Hyung-taik         | Takao Suzuki Jarkko Nieminen Mario Ančić Tommy Robredo           |
| 2 października  | AIG Japan Open Tennis Championships Tokio ATP International Series Gold | Ashley Fisher Tripp Phillips    | 6:2, 7:5          | Paul Goldstein Jim Thomas            | Benjamin Becker Lee Hyung-taik         | Takao Suzuki Jarkko Nieminen Mario Ančić Tommy Robredo           |
| 2 października  | Open de Moselle Metz ATP International Series                           | Novak Đoković                   | 4:6, 6:3, 6:2     | Jürgen Melzer                        | Marc Gicquel Sébastien Grosjean        | Florent Serra Mardy Fish Tobias Clemens Arnaud Clément           |
| 2 października  | Open de Moselle Metz ATP International Series                           | Richard Gasquet Fabrice Santoro | 3:6, 6:1, 11–9    | Julian Knowle Jürgen Melzer          | Marc Gicquel Sébastien Grosjean        | Florent Serra Mardy Fish Tobias Clemens Arnaud Clément           |
| 9 października  | If Stockholm Open Sztokholm ATP International Series                    | James Blake                     | 6:4, 6:2          | Jarkko Nieminen                      | Joachim Johansson Robin Söderling      | Kristof Vliegen Feliciano López Tomáš Berdych Olivier Rochus     |
| 9 października  | If Stockholm Open Sztokholm ATP International Series                    | Paul Hanley Kevin Ullyett       | 7:6(2), 6:4       | Olivier Rochus Kristof Vliegen       | Joachim Johansson Robin Söderling      | Kristof Vliegen Feliciano López Tomáš Berdych Olivier Rochus     |
| 9 października  | BA-CA Tennis Trophy Wiedeń ATP International Series Gold                | Ivan Ljubičić                   | 6:3, 6:4, 7:5     | Fernando González                    | Dominik Hrbatý Andy Roddick            | Stanislas Wawrinka Stefan Koubek Jürgen Melzer David Nalbandian  |
| 9 października  | BA-CA Tennis Trophy Wiedeń ATP International Series Gold                | Petr Pála Pavel Vízner          | 6:4, 3:6, 12–10   | Julian Knowle Jürgen Melzer          | Dominik Hrbatý Andy Roddick            | Stanislas Wawrinka Stefan Koubek Jürgen Melzer David Nalbandian  |
| 9 października  | Kremlin Cup Moskwa ATP International Series                             | Nikołaj Dawydienko              | 6:4, 5:7, 6:4     | Marat Safin                          | Fabrice Santoro Igor Kunicyn           | Maks Mirny Philipp Kohlschreiber Janko Tipsarević Arnaud Clément |
| 9 października  | Kremlin Cup Moskwa ATP International Series                             | Fabrice Santoro Nenad Zimonjić  | 6:1, 7:5          | František Čermák Jaroslav Levinský   | Fabrice Santoro Igor Kunicyn           | Maks Mirny Philipp Kohlschreiber Janko Tipsarević Arnaud Clément |
| 16 października | Mutua Madrileña Masters Madrid Madryt ATP Masters Series                | Roger Federer                   | 7:5, 6:1, 6:0     | Fernando González                    | David Nalbandian Tomáš Berdych         | Robby Ginepri Marat Safin Novak Đoković Rafael Nadal             |
| 16 października | Mutua Madrileña Masters Madrid Madryt ATP Masters Series                | Bob Bryan Mike Bryan            | 7:5, 6:4          | Mark Knowles Daniel Nestor           | David Nalbandian Tomáš Berdych         | Robby Ginepri Marat Safin Novak Đoković Rafael Nadal             |
| 23 października | Grand Prix de Tennis de Lyon Lyon ATP International Series              | Richard Gasquet                 | 6:3, 6:1          | Marc Gicquel                         | Arnaud Clément Xavier Malisse          | Nicolás Almagro Robin Söderling Sébastien Grosjean Robby Ginepri |
| 23 października | Grand Prix de Tennis de Lyon Lyon ATP International Series              | Julien Benneteau Arnaud Clément | 6:2, 6:7(3), 10–7 | František Čermák Jaroslav Levinský   | Arnaud Clément Xavier Malisse          | Nicolás Almagro Robin Söderling Sébastien Grosjean Robby Ginepri |
| 23 października | Davidoff Swiss Indoors Basel Bazylea ATP International Series           | Roger Federer                   | 6:3, 6:2, 7:6(3)  | Fernando González                    | Paradorn Srichaphan Stanislas Wawrinka | David Ferrer José Acasuso Juan Martín del Potro David Nalbandian |
| 23 października | Davidoff Swiss Indoors Basel Bazylea ATP International Series           | Mark Knowles Daniel Nestor      | 4:6, 6:4, 10–8    | Mariusz Fyrstenberg Marcin Matkowski | Paradorn Srichaphan Stanislas Wawrinka | David Ferrer José Acasuso Juan Martín del Potro David Nalbandian |
| 23 października | St. Petersburg Open Petersburg ATP International Series                 | Mario Ančić                     | 7:5, 7:6(2)       | Thomas Johansson                     | Igor Kunicyn Ernests Gulbis            | Wesley Moodie Potito Starace Maks Mirny Jan Hernych              |
| 23 października | St. Petersburg Open Petersburg ATP International Series                 | Simon Aspelin Todd Perry        | 6:1, 7:6(3)       | Julian Knowle Jürgen Melzer          | Igor Kunicyn Ernests Gulbis            | Wesley Moodie Potito Starace Maks Mirny Jan Hernych              |
| 30 października | BNP Paribas Masters Paryż AT Masters Series                             | Nikołaj Dawydienko              | 6:1, 6:2, 6:2     | Dominik Hrbatý                       | Tommy Robredo Tommy Haas               | Jarkko Nieminen Mario Ančić Tomáš Berdych Marat Safin            |
| 30 października | BNP Paribas Masters Paryż AT Masters Series                             | Arnaud Clément Michaël Llodra   | 7:6(4), 6:2       | Fabrice Santoro Nenad Zimonjić       | Tommy Robredo Tommy Haas               | Jarkko Nieminen Mario Ančić Tomáš Berdych Marat Safin            |

## Listopad
| Data         | Turniej                                      | Zwycięzca                 | Wynik         | Finaliści                  | Półfinaliści                  | Ćwierćfinaliści                                             |
| ------------ | -------------------------------------------- | ------------------------- | ------------- | -------------------------- | ----------------------------- | ----------------------------------------------------------- |
| 12 listopada | Tennis Masters Cup Londyn Tennis Masters Cup | Roger Federer             | 6:0, 6:3, 6:4 | James Blake                | Rafael Nadal David Nalbandian | Nikołaj Dawydienko Andy Roddick Ivan Ljubičić Tommy Robredo |
| 12 listopada | Tennis Masters Cup Londyn Tennis Masters Cup | Jonas Björkman Maks Mirny | 6:2, 6:4      | Mark Knowles Daniel Nestor | Rafael Nadal David Nalbandian | Nikołaj Dawydienko Andy Roddick Ivan Ljubičić Tommy Robredo |